# Lisa Bortolotti
Lisa Bortolotti (Bolonia, 1974) es una filósofa italiana que actualmente es profesora de Filosofía en el Departamento de Filosofía de la Universidad de Birmingham, Reino Unido. Su trabajo se centra en la filosofía de las ciencias cognitivas, incluida la filosofía de la psicología y la filosofía de la psiquiatría, así como la bioética y la ética médica. Fue educada en la Universidad de Bolonia, el King's College de Londres, la Universidad de Oxford y la Universidad Nacional de Australia, y trabajó brevemente en la Universidad de Mánchester antes de comenzar en Birmingham, donde ha sido profesora asociada y ahora profesora titular.

## Biografía

### Formación
Bortolotti estudió filosofía en la Universidad de Bolonia, pasó varios meses en la Universidad de Leeds y se graduó en 1997. Su tesis de licenciatura, supervisada por Eva Picardi, fue sobre el relativismo conceptual. En 1998, se graduó con una maestría en filosofía en el King's College de Londres. En su tesis escribió sobre las revoluciones científicas bajo la supervisión de Donald Gillies. Luego, se trasladó a la Universidad de Oxford, donde obtuvo un BPhil. Su tesis, supervisada por Bill Newton-Smith, fue sobre "El debate de la racionalidad en la filosofía y las ciencias cognitivas". Bortolotti obtuvo su doctorado en la Universidad Nacional de Australia. Su tesis doctoral, que fue supervisada por Martin Davies, desafió la explicación de creencias de Donald Davidson. Completó su doctorado en 2004.

### Carrera
Bortolotti trabajó como investigadora asociada en la Universidad de Mánchester desde 2004 hasta 2005. Trabajó como parte del Centro de Ética y Política Social (donde también fue profesora honoraria) en el marco de un proyecto que exploraba la naturaleza de la investigación, que también cubría la ética y el derecho de la investigación. Se convirtió en parte del Departamento de Filosofía de la Universidad de Birmingham en 2005, como profesora. En 2007, asumió una cátedra visitante en la Escuela Europea de Medicina Molecular de Milán, que mantuvo hasta 2008; en ese mismo año, pasó varios meses en el Macquarie Center for Cognitive Science, de la Macquarie University con una beca de investigación y fue promovida a catedrática en la Universidad de Birmingham. 2008 fue también el año de publicación de su primer libro, que fue un libro de texto titulado Introducción a la filosofía de la ciencia, publicado por Polity. En 2013 se publicó una versión en portugués.
Bortolotti publicó tres libros en 2009. Editó la Filosofía y de la Felicidad, editado por Palgrave Macmillan, y coeditado, con Matthew R. Broome, la Psiquiatría como Neurociencia Cognitiva: Perspectivas Filosóficas. El anterior libro surgió a partir de la conferencia en Birmingham titulada La Felicidad y el Sentido de la Vida, de 2007. Contó con 14 capítulos, divididos en dos secciones: "La Felicidad y el Significado de la Vida" y "La Felicidad y la Mente". El último libro fue publicado por la Oxford University Press, y contenía ensayos de una serie de académicos, en términos generales, que tratan sobre el estado de la psiquiatría como ciencia. Fue ampliamente revisado, y fue catalogado como uno de "libros del año 2009" en The Guardian, con Mary Warnock indicando que "[a] pesar de su título, es una apasionante lectura".
Su tercer libro en el 2009 fue de Delirios y Otras Creencias Irracionales, una monografía sobre la exploración de los delirios y los requisitos para la adscripción de creencias. El libro fue un gran éxito, siendo condecorado con el premio de la American Philosophical Association de 2011. Otorgado en reconocimiento al "mejor ... libro publicado por un joven erudito en los dos años anteriores", el premio se concede cada dos años y lleva consigo un premio de 4.000 dólares. El libro fue revisado en una serie de publicaciones, y fue objeto de un número especial en la revista Neuroética. El problema, editado por Neil Levy, contenía cinco artículos relacionados con el libro. Estos fueron redactados por Jakob Hohwy y Vivek Rajan; Eric Schwitzgebel; Dominic Murphy; Keith Franco; y Maura Tumulty. Además, Bortolotti contribuyó con un esbozo del libro y un artículo en defensa de algunas de sus posiciones.
En 2011, se convirtió en lectora en Birmingham, y luego, en 2013, en profesora. En 2014, se publicó Irracionalidad como parte de la serie Conceptos Clave de la Filosofía, y fue el editora en 2018 de Delirios en Contexto, una colección de acceso abierto publicada por Palgrave Macmillan.

### Delirios y otras creencias irracionales
En Delirios y otras creencias irracionales, Bortolotti desafía la idea de que los delirios no son creencias porque son irracionales. Aunque se considera que las creencias en la literatura médica son creencias, los filósofos cuestionan el estado de los delirios, y hay quienes han negado que los delirios sean creencias debido a su contenido profundamente inusual, como el delirio de que uno está realmente muerto, y porque funcionan de manera diferente a las creencias paradigmáticas. Por ejemplo, los delirios a menudo se mantienen a pesar de la abrumadora evidencia en contra, o no se reaccionan de la manera que uno esperaría dado su contenido.
Después de exponer los antecedentes de la pregunta, Bortolotti explora si la irracionalidad procesal de los delirios, el hecho de que no se relacionan racionalmente con los otros estados intencionales del agente, justifica la negación de que son creencias. Ella niega que lo haga, dado que muchas creencias de paradigmas muestran fallas de racionalidad procesal. Luego pasa a la irracionalidad epistémica de los delirios, es decir, el hecho de que no están respaldados por evidencia. Esto tampoco puede ser usado para desafiar el estado de los delirios como creencias, argumenta, ya que muchas creencias comunes generalizadas también son epistémicamente irracionales. A continuación, aborda la idea de que los delirios no son creencias, ya que, en primer lugar, no se abordan de manera adecuada y, en segundo lugar, las personas con delirios no pueden proporcionar buenas razones para sostener el contenido del engaño. Si bien permite que estas caracterizaciones de las personas con delirios puedan ser correctas, argumenta que estos fallos de la llamada racionalidad agencial también se pueden encontrar en personas que no tienen delirios. Bortolotti sostiene que el estado de los pensamientos que los sujetos no respaldan (como los pensamientos insertados) como creencias está en duda, pero que las creencias que son respaldadas y auto-atribuidas contribuyen a la concepción del yo como parte de una autonarrativa.
Concluye su libro rechazando la restricción de racionalidad en la atribución de creencias. Desafía la idealización de las creencias, pero respalda el objetivo de separar las creencias y otros estados intencionales. Argumenta que la diferencia entre las creencias delirantes y las normales debe preocupar más que sus características epistémicas. La diferencia entre los delirios y las creencias irracionales (pero no delirantes) es, según ella, de grado, y no de clase.

## Publicaciones
Ha publicado tres libros como autora única: Una Introducción a la Filosofía de la Ciencia (Polity Press, 2008); Delirios y otras creencias irracionales (Oxford University Press, 2009); e Irracionalidad (Polity, 2014). En Delirios y otras creencias irracionales, Bortolotti desafía el argumento de que los delirios no pueden ser creencias debido a su irracionalidad, y fue el ganador del premio al libro de la American Philosophical Association de 2011. Además, editó Filosofía y felicidad (Palgrave Macmillan, 2009) y Delusions in Context (Palgrave Macmillan, 2018) y coeditó Psiquiatría como neurociencia cognitiva: perspectivas filosóficas (Oxford University Press, 2009).
Además de sus libros, Bortolotti ha publicado más de 50 artículos en revistas revisadas por pares y más de 20 capítulos en colecciones editadas. Es editora de la serie Perspectivas Internacionales en Filosofía y Psiquiatría de Oxford y en el consejo editorial de la serie de Ciencia, Ética e Innovación de Bloomsbury. Se ha desempeñado en el comité editorial de varias revistas, además de ser la editora de revisión de Frontiers in Theologic and Philosophical Psychology, editora asociada de Ethical Theory and Moral Practice y editora de e-letter para el Journal of Medical Ethics. Ha editado o editado conjuntamente varias ediciones especiales de revistas, incluidas las ediciones de European Journal of Analytic Philosophy, Journal of Consciousness Studies, y Consciousness and Cognition.

### Libros
- Bortolotti, Lisa (2008). Una Introducción a la Filosofía de Ciencia. Cambridge: Polity. (También disponible en portugués.)
- Bortolotti, Lisa (2009). Delirios y Otras Creencias Irracionales. Oxford: Oxford Prensa universitaria.
- Bortolotti, Lisa (2014). Irracionalidad. Cambridge: Polity.

### Colecciones editadas
- Botolotti, Lisa, ed. (2009). Filosofía y Felicidad. Basingstoke: Palgrave Macmillan.
- Broome, Matthew R., y Lisa Bortolotti (2009). La Psicriatía como Neurociencia Cognitiva: Perspectivas Filosóficas. Oxford: Oxford Prensa universitaria.
- Bortolotti, Lisa, ed. (2018). Delirios en Contexto. Basingstoke, Reino Unido: Palgrave Macmillan.